# Wapiti (fiume)
Il Wapiti è un fiume del Canada, che attraversa la Columbia Britannica e l'Alberta.

## Corso
Il fiume ha origine dal deflusso del Tuck Lake nei pressi del Wapiti Pass, una montagna che si trova nella regione centro-occidentale della Columbia Britannica e che appartiene alle Montagne Rocciose Canadesi.
Corre quindi in direzione nord-est attraversando l'Alberta, dove diventa più tortuoso e continua attraversando la Countea di Grande Prairie No. 1, unendosi poi al fiume Smoky a circa 30 km ad est di Grande Prairie.